# Joel Carreño
Joel Fernando Carreño Decena (nacido el 7 de marzo de 1987 en San Cristóbal) es un lanzador dominicano de Grandes Ligas que juega para los Azulejos de Toronto.

## Carrera

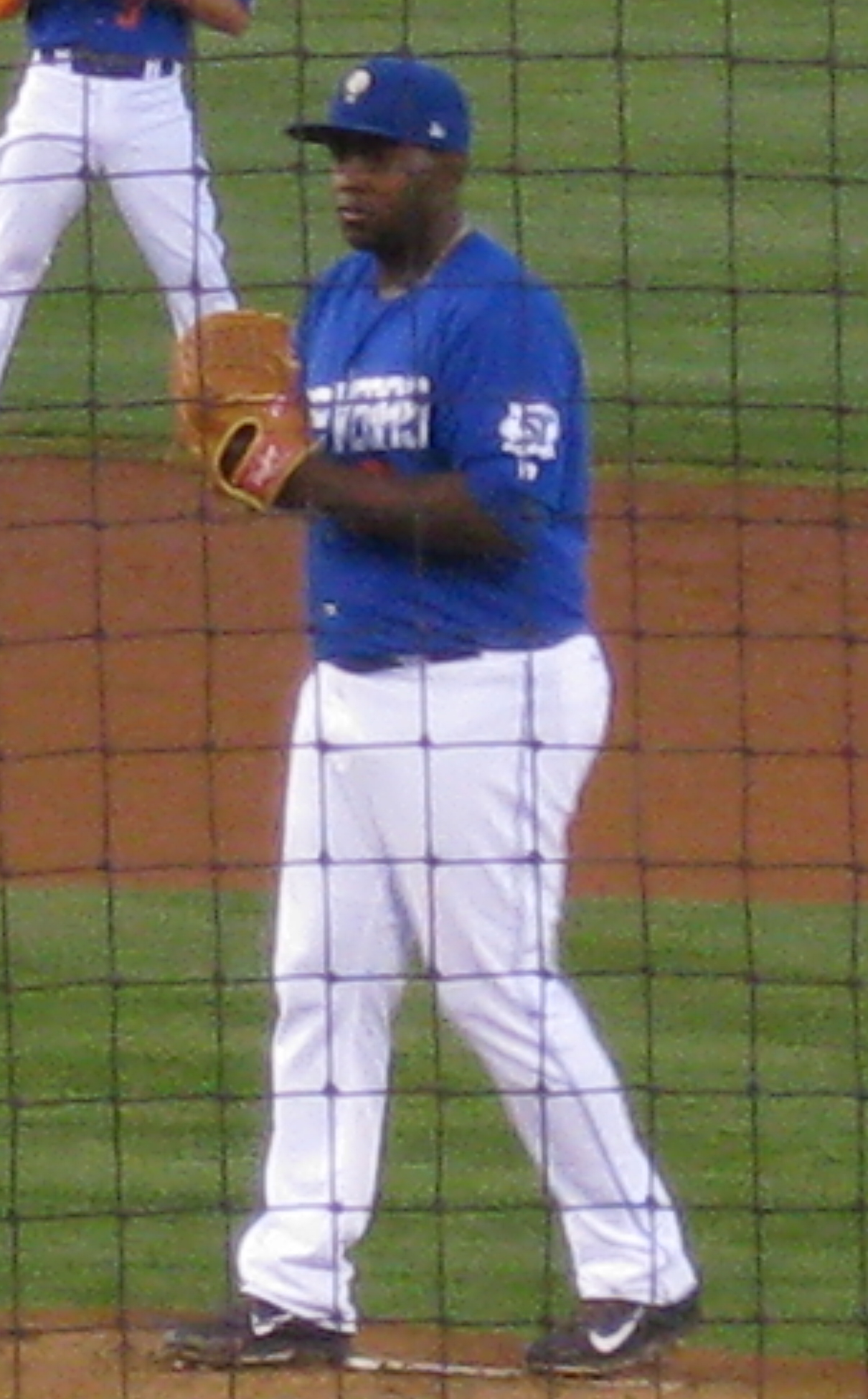
profesional por varios años

Carreño comenzó su carrera profesional en 2006, lanzando para los Dominican Summer Blue Jays. Ese año, terminó con récord de 8-3 con una efectividad de 1.53 en 15 aperturas, ponchando a 86 bateadores en 82 entradas y un tercio. En 2007, lanzó para los Gulf Coast League Blue Jays, donde tuvo récord de 6-4 con una efectividad de 2.62 en 12 aperturas. Con Auburn Doubledays en 2008, Carreño tuvo récord de 5-5 con una efectividad de 3.42 en 15 partidos (13 como abridor), ponchando a 85 bateadores en 76 entradas y un tercio. Dividió el 2009 entre Auburn Doubledays y Lansing Lugnuts, terminando con un récord de 3-4 en combinación con una efectividad de 3.28 en 16 aperturas. Con los Dunedin Blue Jays en 2010, tuvo récord de 9-6 con una efectividad de 3.73 en 27 partidos (25 como abridor). Ponchó a 173 bateadores en 137 entradas y dos tercios.
Los Azulejos promovieron a Carreño para las Grandes Ligas por primera vez el 19 de agosto de 2011. Hizo su debut el 23 de agosto de 2011 lanzando 3.1 entradas sin permitir carreras contra los Reales de Kansas City.